# Північно-Західне Онтаріо
Півні́чно-За́хідне Онта́ріо — частина канадської провінції Онтаріо, розташована на північ і на захід від озера Верхнє, на захід від Гудзонової затоки і затоки Джеймса.

## Адміністративний поділ
Північно-Західне та Північно-Східне Онтаріо утворюють Північне Онтаріо. Три його найзахідніші округи (Рейні-Рівер, Кенора і Тандер-Бей) складають Північно-Західне Онтаріо.
Південну частину Північно-Західного Онтаріо віддано провінції за рішенням Судового комітету таємної ради 1884 року, яке британський парламент підтвердив 1889 року за актом про Канаду (кордони Онтаріо). Північну частину області аж до Гудзонової затоки передав провінції від Північно-Західних територій парламент Канади за актом про розширення кордонів Онтаріо 1912 року.

## Часові пояси
Північно-Західне Онтаріо лежить у двох часових поясах: UTC-5, UTC-6.

## Населення

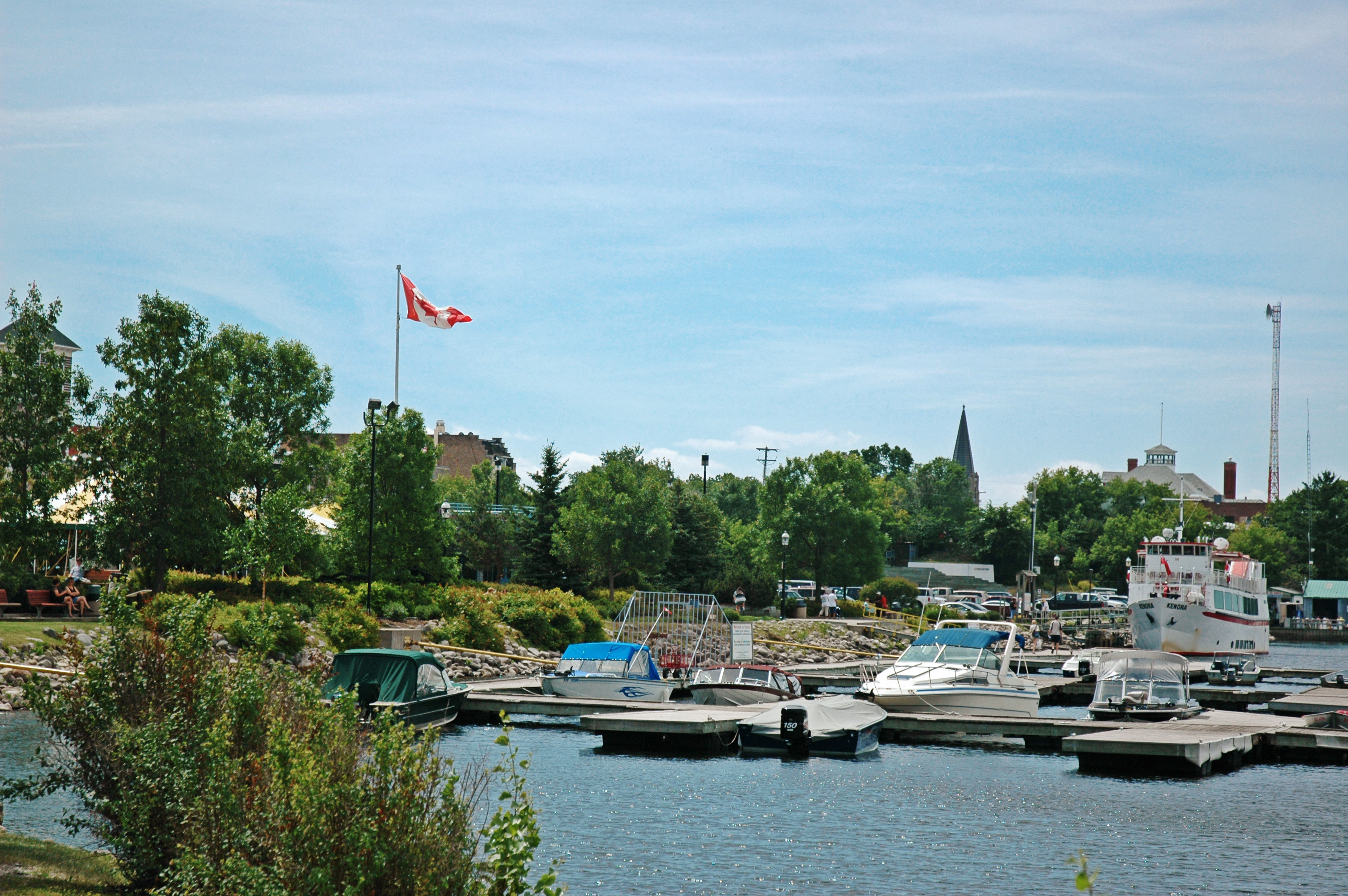
Кенора

Північно-Західне Онтаріо — область Онтаріо з найменшою густотою населення. 52 % всіх жителів регіону мешкає в місті Тандер-Бей. Крім нього, лише в Кенорі чисельність населення перевищує 10 тисяч осіб. Чисельність населення Північного Онтаріо протягом останніх десятиліть зменшувалася через занепад лісової промисловості. Нещодавнє зростання чисельності населення в Кенорі пов'язане переважно зі зростанням чисельності індіанців та зростанням популярності регіону для будівництва котеджів.
| Чисельність населення    | Чисельність населення | Чисельність населення | Чисельність населення | Чисельність населення | Чисельність населення | Чисельність населення |
| Округ                    | 2006                  | ±                     | 2001                  | ±                     | 1996                  |                       |
| ------------------------ | --------------------- | --------------------- | --------------------- | --------------------- | --------------------- | --------------------- |
| Північно-Західне Онтаріо | 235 046               | 0,1 %                 | 234 771               | −3,8 %                | 244 117               |                       |
| Округ Кенора             | 64 419                | 4,2 %                 | 61 802                | −2,5 %                | 63 360                |                       |
| Округ Рейні-Рівер        | 21 564                | −2,5 %                | 22 109                | −4,4 %                | 23 138                |                       |
| Округ Тандер-Бей         | 149 063               | −1,2 %                | 150 860               | −4,3 %                | 157 619               |                       |